# Santo Stefano in Piscinula
Santo Stefano in Piscinula ou Igreja de Santo Estêvão em Piscinula era uma igreja de Roma, Itália, localizada no rione Parione, na via dei Banchi Vecchi, quase em frente da igreja de Santa Lucia del Gonfalone, no cruzamento com o vicolo Cellini. Foi demolida entre 1860 e 1863 e a única lembrança de sua existência é um medalhão com a imagem do seu padroeiro, Santo Estêvão, no edifício que hoje ocupa o local.

## História e descrição

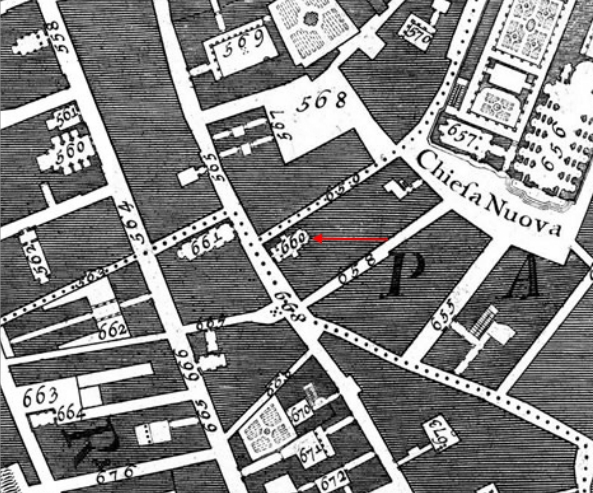
Trecho do Mapa de Nolli mostrando a região de Parione. Santo Stefano in Piscinula é o nº 660, Santa Lucia del Gonfalone, quase em frente, é o nº 661.

Esta igreja foi mencionada pela primeira vez por volta do ano 1000 na "Mirabilia Urbis Romae", que conta que "ad Sanctum Stephanum in piscina" estava o "palatium Cromatii prefecti". Foi mencionada depois em 1186 entre as igrejas afiliadas da basílica de San Lorenzo in Damaso. No Catálogo de Cencio Camerario (fim do século XII), aparece no nº 219 com o nome de Sancto Stephano de Piscina. Em documentos posteriores, os nomes são sempre similares: "de piscibus", "de pisciola", "in pescola". Nos últimos séculos de sua existência, se consolidou a versão "in piscinula".
A origem deste nome é incerta e atribui-se ou à presença de um antigo mercado de peixes ou ao fato de a igreja ter sido construída sobre uma antiga piscina romana, cuja estrutura foi identificada nas escavações executadas no século XVIII. Segundo uma antiga tradição, a igreja foi construída por ordem do rei húngaro Santo Estêvão (r. 969–1038), que, depois de sua conversão ao cristianismo, decidiu erguer uma igreja nacional em Roma para seu povo.
Santo Stefano in Piscinula foi sede de uma paróquia a partir de pelo menos o século XIII, como atesta o Catálogo de Turim, até a reforma das paróquias de Roma do papa Leão XII em 1824. Foi um pároco da igreja, Filippo Pioselli, que, entre 1740 e 1750, iniciou uma reestruturação completa da igreja, deixando as obras aos cuidados de Giovanni Antonio Perfetti. Como lembrou Titi, durante as escavações para a construção do novo edifício foram descobertas antigas colunas de verde antico, compradas pelo papa Bento XIV para decorar o altar-mor de Sant'Apollinare. A nova igreja foi consagrada em 1752, mas ainda sem a fachada.
Os antigos guias de Roma atestam que as obras continuaram na igreja: no altar-mor estava uma tela de Pietro Labruzzi sobre o "Apedrejamento de Santo Estêvão"; em um nicho, um "São Rafael" de Costantino Borti; nos dois altares laterais, "Virgem Maria com Maria Madalena", de Gioacchino Paver, e Nossa Senhora da Conceição com dois Santos", de Gaetano Sciortini.
Mariano Armellini afirma que esta igreja "foi demolida poucos anos antes de 1870". Alguns documentos do Arquivo Histórico Capitolino nos dão uma ideia melhor da cronologia. Em 1 de setembro de 1860 foi apresentado um projeto para transformação da igreja numa residência particular e a restauração do edifício vizinho. Um documento posterior, de 3 de setembro de 1863, atesta que a obra foi concluída conforme o projeto inicial. Foi, portanto, entre estas duas datas que foi destruída a quase milenar igreja de Santo Stefano in Piscinula.